# Loki (spil)
 For alternative betydninger, se Loki. (Se også artikler, som begynder med Loki)
Loki er et actionspræget hack 'n' slash computerrollespil (RolePlaying Game, RPG), der ved at kombinere flere forskellige mytologier skaber et univers på højde med det gamle Diablo.[kilde mangler] Spillet er udviklet af Cyanide Studio og udgivet af Focus Home Interactive.